# Fleurimont (La Réunion)
Pour les articles homonymes, voir Fleurimont.
Fleurimont est un lieu-dit de l'ouest de l'île de La Réunion constituant aujourd'hui un quartier à part entière de la commune de Saint-Paul, dont il occupe les hauteurs en aval du Bernica mais en amont de Plateau Caillou.

## Situation
Installé sur la rive gauche de la ravine Bernica, Fleurimont est situé entre 200 et 400 mètres d'altitude au croisement de deux routes départementales : la D6 et la D8, cette dernière commençant au cœur du bourg pour grimper ensuite jusqu'au Bernica. L'autre la relie au centre-ville de Saint-Paul, plus au nord, à Saint-Gilles-les-Hauts, plus au sud.

## Toponymie
Fleurimont doit son nom à Germain de Fleurimont Moulinier, qui fut gouverneur de l'île à compter de juin 1678 et que l'on retrouva mort en janvier 1680 quelque part dans la ravine voisine, qui fut baptisée ravine Fleurimont par conséquent.

## Équipements
On trouve à Fleurimont une Maison pour tous, deux écoles, La Balance et Fleurimont 2, un plateau sportif, une hélistation. 
Autrefois, une balance y était installée afin de peser les livraisons de cannes à sucre.